# George Alexander Macfarren
George Alexander Macfarren, född den 2 mars 1813 i London, död där den 31 oktober 1887, var en engelsk musiker. Han var son till George Macfarren.
Macfarren blev 1829 lärjunge och 1837 lärare vid Royal Academy of Music. I många år verkade han där, trots att han till slut blev blind, samt blev vid Bennetts död, 1875, professor i musik vid universitetet i Cambridge, liksom doktor i musik och direktör för ovannämnda musikakademi. Han adlades 1883. Macfarren anses vara den främste representanten för den engelska nationaloperan. Mest kända är hans operor Robin Hood (1860) och Helvellyn (1864). Vidare skrev han oratorier (Saint John the Baptist med flera), kantater (bland annat May-day, 1856, och The lady of the lake, 1877), kyrkliga sångverk, 8 symfonier, uvertyrer, stråk- och pianosaker med mera samt utgav Purcells Dido and Aeneas, Händels Belshazzar, Judas Maccabaeus och Jephtha. Macfarren harmoniserade äldre melodier och författade Rudiments of harmony (1860; många upplagor), Six lectures on harmony (1867; 3:e upplagan 1880), Counterpoint (1879; 6:e upplagan 1886), analytiska konsertprogram för Sacred Harmonic Society och Philharmonic Society med mera.